# Phil Parkes
Philip Benjamin Neil Frederick "Phil" Parkes (født 8. august 1950 i Dudley, England) er en engelsk tidligere fodboldspiller (målmand).
Parkes er bedst kendt for sine lange ophold hos London-klubberne Queens Park Rangers og West Ham United. Han vandt FA Cuppen med sidstnævnte i 1980. Han havde også kortere ophold hos henholdsvis Walsall og Ipswich.
Parkes spillede desuden én kamp for Englands landshold, en venskabskamp mod Portugal i april 1974.

## Titler
FA Cup
- 1980 med West Ham United